# Tapuwa Kapini
Tapuwa Kapini est un footballeur zimbabwéen né le 17 juillet 1984 à Bulawayo.
Il a participé à la Coupe d'Afrique des nations de football 2006 avec l'équipe du Zimbabwe.

## Palmarès
- 43 sélections et 0 but avec l'équipe du Zimbabwe entre 2001 et 2013